# Kamtjatka (flod)

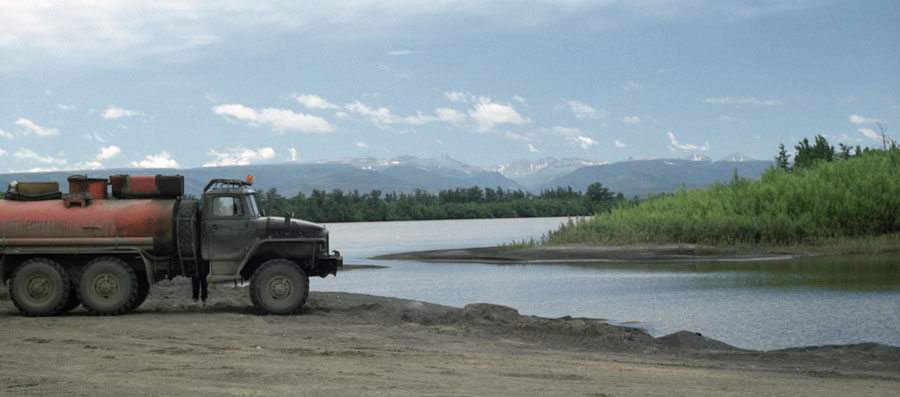
Kamtjatka

Kamtjatka (ryska: Камча́тка) är en flod på Kamtjatkahalvön i östra Ryssland. Den är 758 kilometer lång och rinner österut ut i Stilla havet. Floden har gott om lax, vilket historiskt var de där boende itelmenernas huvudinkomst.